# Sol naciente (novela)
Sol naciente (Rising sun), es una novela de ciencia ficción escrita por Michael Crichton en 1992 y que, como muchas otras de sus obras, fue un best-seller y llevada al cine con el mismo nombre en 1993.

La novela trata de la investigación del asesinato de una mujer en las oficinas de una empresa, Nakamoto, en Los Ángeles.